# اوروار تروله
اوروار تروله (سوئدی: Orvar Trolle؛ ۴ آوریل ۱۹۰۰ – ۷ مارس ۱۹۷۱) شناگر اهل سوئد بود.
وی در مسابقات کشوری و بین‌المللی در مجموع برندهٔ ۱ مدال برنز شده‌است.